# Ruski Krstur
Ruski Krstur (izvirno srbsko Руски Крстур; rusinsko Руски Керестур) je naselje v Srbiji, ki upravno spada pod Občino Kula; slednja pa je del Zahodnobačkega upravnega okraja.

## Demografija
V naselju živi 4154 polnoletnih prebivalcev, pri čemer je njihova povprečna starost 41,2 let (39,6 pri moških in 42,6 pri ženskah). Naselje ima 2036 gospodinjstev, pri čemer je povprečno število članov na gospodinjstvo 2,54.
|  |

| Demografija | Demografija     | Demografija     |
| Leto        | Št. prebivalcev | Št. prebivalcev |
| ----------- | --------------- | --------------- |
|             |                 |                 |
|             |                 |                 |
|             |                 |                 |
|             |                 |                 |
| 1948        | 5874            |                 |
| 1953        | 6115            |                 |
| 1961        | 5873            |                 |
| 1971        | 5960            |                 |
| 1981        | 5826            |                 |
| 1991        | 5636            | 5536            |
| 2002        | 5490            | 5213            |
|             |                 |                 |

| Etnična sestava po popisu iz leta 2002 | Etnična sestava po popisu iz leta 2002 | Etnična sestava po popisu iz leta 2002 | Etnična sestava po popisu iz leta 2002 | Etnična sestava po popisu iz leta 2002 |
| -------------------------------------- | -------------------------------------- | -------------------------------------- | -------------------------------------- | -------------------------------------- |
| Rusini                                 | Rusini                                 |                                        | 4.483                                  | 85,99%                                 |
| Srbi                                   | Srbi                                   |                                        | 263                                    | 5,04%                                  |
| Romi                                   | Romi                                   |                                        | 76                                     | 1,45%                                  |
| Madžari                                | Madžari                                |                                        | 73                                     | 1,40%                                  |
| Ukrajinci                              | Ukrajinci                              |                                        | 61                                     | 1,17%                                  |
| Hrvati                                 | Hrvati                                 |                                        | 38                                     | 0,72%                                  |
| Črnogorci                              | Črnogorci                              |                                        | 37                                     | 0,70%                                  |
| Jugoslovani                            | Jugoslovani                            |                                        | 31                                     | 0,59%                                  |
| Slovaki                                | Slovaki                                |                                        | 30                                     | 0,57%                                  |
| Muslimani                              | Muslimani                              |                                        | 9                                      | 0,17%                                  |
| Slovenci                               | Slovenci                               |                                        | 3                                      | 0,05%                                  |
| Makedonci                              | Makedonci                              |                                        | 3                                      | 0,05%                                  |
| Neznano                                | Neznano                                |                                        | 26                                     | 0,49%                                  |